# 軒轅剣シリーズ
軒轅剣シリーズ（けんえんけんシリーズ）は、台湾SOFTSTARによるロールプレイングゲーム（RPG）のシリーズ。中国語圏RPGの代表的なシリーズ作品の一つ。
本稿ではシリーズ全体について取り扱う。各作品の詳細についてはそれぞれの項を参照の事。

## 概要
1990年の第1作『軒轅剣』をシリーズの発端とし、それから2010年までに11作が誕生した。
第3作の『軒轅剣外伝 楓之舞』から、歴代の作品は、中国歴史の特定の時代を舞台にして、ストーリーを展開する。さまざまな実在の歴史人物も登場し、実在の事件も起こる。
軒轅剣シリーズの最も重要なアイテムは、神州の「太古十大神器」である。略に「鐘剣斧壺塔 琴鼎印鏡石」と呼ぶ。すなわち「東皇鐘、軒轅剣、盤古斧、煉妖壺、昊天塔、伏羲琴、神農鼎、崆峒印、崑崙鏡、女媧石」という太古時代から伝われた神州の十種の神器のこと（本来、「上古十大神器」とも呼ぶが、軒轅剣シリーズの「上古」の時期と歴史学の「上古」は違うから、ここで「太古十大神器」を表記する）。
軒轅とは後の黄帝である。

## 軒轅剣シリーズ歴代PC作品一覧
2010年までの軒轅剣シリーズのPCゲームについて。

### 軒轅剣と軒轅剣弐
- 原題：『軒轅劍』『軒轅劍貳』
- 発売年月日：1990年10月13日軒轅剣、1994年2月8日軒轅剣弐
- CGモード：2D
- 時代：時代不明（楓之舞発売から黄帝～商末の時代に認める）
- 説明：

この両作は、連続の物語である。両作のメインキャラは共通だが、名前が変わった。
太古大神女媧が人間を作る以来、人間と妖魔は共存してきたが、人間の発展と開墾が妖魔たちの生存空間を狭くなさせた。妖魔は人間と敵になって、人間への攻撃が始まった。そして、善神と悪神が妖魔軍を率いて、人間を滅ぼそうとすることになった。その時、軒轅剣を持つ侠士が現れて、人間を率いて抗魔軍を組織して、妖魔軍と戦った。軒轅剣の舞台は人間と妖魔の大戦の十六年後。

### 軒轅剣外伝 楓之舞
- 原題：『軒轅劍外傳 楓之舞』
- 発売年月日：1995年1月6日
- CGモード：2D
- 時代：戦国時代
- 説明：

『楓之舞』から、実在の歴史に基づいて架空のストーリーを展開するのは、軒轅剣シリーズの特徴になった。そして、『楓之舞』からも、「機関術」は軒轅剣シリーズの重要な要素になった。
主人公の輔子徹は戦国時代の思想家、科学者墨子の弟子。鬼谷子の弟子・蜀桑子の陰謀を見い出した輔子徹たちは、蜀桑子を止めるために、冒険の旅を始める。

### 軒轅剣参 雲と山の彼方
- 原題：『軒轅劍叁 雲和山的彼端』
- 発売年月日：1999年12月4日（2007年1月再版発売）
- CGモード：2D
- 時代：（ヨーロッパ）フランク王国カロリング朝、（アラビア世界）アッバース朝→ウマイヤ朝、（中国）大唐帝国
- 説明：

『軒轅剣参』の舞台はユーラシア大陸。
主人公は、東方人の血統を持つフランク王国の騎士。主人公たちは、ピピンの命令によって、「戦争不敗の法」を探すために、ヨーロッパのウェニスから大唐帝国の長安までの長い旅を経験した。だが、最後、主人公が探すのは「戦争不敗の法」ではなく、「王道」と言うものだと分かった。本物の「戦争不敗の法」は、「王道」で戦争を避けて、人民を戦争の被害者にならないようにすることだった。
一般的には、ストーリーの展開を「ヨーロッパ編」「アラビア編」「大唐編」三部分に分ける。

### 軒轅剣参外伝 天之痕
- 原題：『軒轅劍叁外傳 天之痕』
- 発売年月日：2000年12月2日
- CGモード：2D
- 時代：隋→唐
- 説明：

「天之痕」の意味は「天空の裂け目」。『天之痕』は『雲と山の彼方』の前伝に相当する物語。舞台は隋末→唐初。『天之痕』からは、「太古十大神器」は完全な概念と世界観になった。
隋末、災難の象徴で「妖星」と呼ばれた「赤貫星」は、夕方の空に現れた。主人公・陳靖仇は滅亡した南朝陳の末裔（王子）で、師匠の恩情を答えるために、陳の復興の旅を始まった。旅中、二人の娘との複雑な感情に絡みつかれた。
『天之痕』のストーリーラインは二つ。陳靖仇以外、もう一つの「裏・主人公」がいる。それは隋の太師の宇文拓。本物の敵キャラの独孤寧珂の陰謀によって、主人公一行と宇文拓一行の間には、深い誤解になる。最後に実は、神州と魔界の戦いという真実が判明するが、太古の神々による「神州九天結界」はもう引き裂かれて、魔界の妖魔たちが神州に侵入していた。この「天之痕」を封印するために、「太古十大神器」は必要だった。最後の戦いは始まった。

### 軒轅剣戦略版 軒轅伏魔録
- 原題：『軒轅劍戰略版 軒轅伏魔錄』
- 発売年月日：2001年2月
- CGモード：3D+2D
- 時代：明確な時代は不明。
- 説明：

軒轅剣シリーズの唯一のS・RPG（戦略ロールプレイングゲーム）。バックが3D、キャラが2D。軒轅剣シリーズが2Dから3Dへ転変した作品である。
主人公は墨家の弟子の輔子洵。墨門は不明な敵に滅ぼされた。真相を探すために、輔子洵は妖魔との戦いは始まった。色々な困難と危険に遭い、最後に敵の首領の九天を倒して、墨門を復興した。

### 軒轅剣肆 黒龍舞うて雲飛揚す
- 原題：『軒轅劍肆 黑龍舞兮雲飛揚』
- 発売年月日：2002年8月4日
- CGモード：3D
- 時代：秦
- 説明：

『軒轅剣肆』は『楓之舞』の後伝に相当する物語で、機関術の大活躍の作品。舞台は、秦始皇が六国を壊滅して、天下を統一した後の時代。主人公の水鏡は、墨家の女弟子で、軒轅剣シリーズの初めての女性の主人公でもある。
統一した秦王朝は、墨家の弟子たちを討伐して、消滅しようとしていた。墨家はひどい目に遭った。秦から墨家を助けるために、水鏡は墨家の禁令を無視して、墨家が今まで厳禁していた「機関術」を研究することを決めた。そして、「機関術」の研究中に、もう二つの神秘的な力を発見した。一つは華夏の太古時代の「雲中界」の力で、もう一つは古代の蜀文明の超科学究極兵器「黒火」である。
楓之舞のキャラの「壺中仙」も、『軒轅剣肆』で活躍していて、人気キャラになった。結局、命の最後の壺中仙は「天下統一よりも偉大な理想」という千年の宿願は実現しなかった。

### 軒轅剣外伝 蒼之濤
- 原題：『軒轅劍外傳 蒼之濤』
- 発売年月日：2004年2月6日
- CGモード：3D
- 時代：春秋時代
- 説明：

「平行歴史」というアイデアを取り入れて、三つの平行歴史のキャラが登場した。舞台は春秋時代の前期。主人公は、純真の少女の車芸。
車芸は令狐国の少女で、「木甲術」と言う機関術を精通した。彼女のおじいさんの車大夫は、木甲術を研究したため、北宮大夫に誣告されて、国王に全一族殺された。車芸はまだ若いから、死刑を免れたが、刖刑（足切りの刑罰）に処刑された。しかし、単純な車芸は「木甲術」でも国を助けられるのを証明するために、令狐国を侵攻した晋国軍と戦った。
ストーリーの展開とともに、「九龍子」、「女剣士」、「七曜使者」など神秘的なキャラと組織が登場した。千年後の「晋」と「秦」の淝水の戦いをめぐって、大義と大義の対決は始まった。

### 軒轅剣伍 一剣凌雲山海情
- 原題：『軒轅劍伍 一劍凌雲山海情』
- 発売年月：2006年8月
- CGモード：3D
- 時代：異世界の「山海界」（漢之雲発売から三国～西晋に認める）
- 説明：

『軒轅剣伍』は、異世界「山海界」の物語で、中国の神話地理書『山海経』の世界をモデルにする世界である。
太古時代、人間と妖魔の大戦が長い時間に続いた。神々は、この戦争を止めるために、東皇鐘でもう一つの世界「山海界」を作った。非人間の種族はすべて山海界に移された。炎帝の「四霊諸侯」青龍、白虎、朱雀、玄武も含まれていた。四霊諸侯は山海界で不明な「火の妖」を封印した。だが何千年後、山海界は気候異変により非常に熱くなり、万物は成長できなくなった。
主人公は若者の陸承軒。彼は人事不省の時、原因不明で知らない世界に来た。この世界には、「毛民国」「青龍国」「玄武国」「女子国」などさまざまな国と種族がいる。そして、この世界には得体の知れない災難が徐々に訪れていることや、この世界が「山海界」と呼ばれることを知った。熱くなる原因は朱雀国の陰謀であることを知り、白原連盟と朱雀国の戦争に巻き込まれていった。
『軒轅剣伍』のEndは二つ。一般的には、普通End。28個の「星耀石」を全部集めると、隠しEndが達成できる。

### 軒轅剣外伝 漢之雲
- 原題：『軒轅劍外傳 漢之雲』
- 発売年月日：（台湾・香港）2007年12月、（中国大陸）2009年1月
- CGモード：3D
- 時代：三国時代

物語の背景は、三国時代、漢の諸葛亮の北伐戦争。主人公チームのメインキャラは、架空の組織「飛羽部隊」の隊員。「飛羽」の名の由来は、蜀漢の武将の「関羽」と「張飛」の名前。飛羽部隊は、蜀漢の正規軍と違って、秘密に行動する特殊な部隊で、隊員はただ十人。飛羽部隊の首領は「四使」と言う仮面をかけた四人。隊員は二つのチーム「飛之部」と「羽之部」に分かれて、それぞれ任務を実行する。
主人公の焉逢は、羽之部の隊長で、体には謎の力があった。彼は隊員たちを率いて、丞相の諸葛亮の北伐戦争のために戦った。羽之部の隊員の間にも、仲間の本当の身分を知らなかった。ストーリーの展開とともに、隊員の一人であるヒロインの横艾は、不審な行動のために、遊兆に疑われた。また、戦争に巻き込まれた人民の悲惨な光景を見た焉逢は、北伐の正義を疑うようになる。最後には、焉逢は自分の本体を知り、立場の違いから以前の仲間・親友の彊梧と反目した。結局、個人の運命は歴史から逃げられなかった。
軒轅劍三国作の特徴の一つとして、蜀漢の軍隊自身を「大漢」、「漢」で呼んでいる。その一方、「魏」から蜀漢が「蜀寇」（蜀地の盗賊）で呼んでいる。

### 軒轅剣外伝 雲之遥
- 原題：『軒轅劍外傳 雲之遙』
- 発売年月：2010年1月12日
- CGモード：3D
- 時代：三国時代
- 説明：

『雲之遥』は『漢之雲』の姉妹編。
主人公は徐庶の子、魏の生まれた17歳の少年、徐暮雲。

### 軒轅剣陸 鳳凌長空千載雲
- 原題：『軒轅劍陸 鳳凌長空千載雲』
- 発売年月：2013年8月9日
- CGモード：3D
- 時代：商→周
- 説明：

### 軒轅剣外伝 穹之扉
- 原題：『軒轅劍外傳 穹之扉』
- 英題：『Xuan Yuan Sword: The Gate of Firmament』
- 発売年月：2015年
- プラットホーム：PlayStation 4、 Xbox One、 Microsoft Windows
- CGモード：3D
- 時代：商王小乙時代
- 説明：

昔、天界を支配する天帝は、愛する娘を見つけるため、天界への唯一の扉を開いたことにより、天界と人間界が繋げることになり、人間は天界への扉を経由して、天帝に神の力を求めることができるようになった。
しかし、天帝は人間に神の力を与えて、自分の娘探しを協力してくれると思っていたが、悪人に神の力を乱用したせいで世が乱世に入り、戦争と災難が終わりなく続いてしまうことになった。
この時、人間を管理する軒轅氏顓頊帝は、民間の生活が不安や困難に陥っていることを何とかしないといけないと思い、華胥国の国主に助けを求めた。伝説の神器の力を借りて、天界への扉を強制的に封じた。
それ以来、天界へ行く事ができず、神も人間界へ行くことができなくなった。この事件は後世に「絕地天通」と呼んだ。
千年後、主人公の司空宇で、軒轅氏の伝人は天界への扉が再び開かれることを阻止するため、伝説の国、神器の誕生地—華胥へ行くことになる。

### 軒轅剣 閻黒の業火
- 原題：『軒轅剣柒』
- 発売年月：2020年10月28日
- CGモード：3D
- プラットホーム：PlayStation 4/5、 Xbox One/Series、 Microsoft Windows（Steam）
- 時代：前漢末年
- 説明：

### その他
- 1994年11月、『軒轅剣弐 日本語版』発売。
- 1998年4月24日、『軒轅剣』『軒轅剣弐』『軒轅剣外伝 楓之舞』を含む『軒轅剣黄金記念版』発売。
- 2000年2月、『軒轅剣参 オリジナルサウンドトラック』。
- 2000年8月、『軒轅剣参 漫画版』。
- 2002年8月4日、『軒轅剣肆 漫画版』『軒轅剣肆 小説版』。
- 2008年9月、『軒轅剣参外伝 天之痕 携帯版』。

## 軒轅剣シリーズオンラインゲーム一覧

### 軒轅剣網路版
※詳細は軒轅剣網路版を参照。
略称は『軒網』。

### 軒轅剣網路版2代 飛天歴険（Dream of Mirror Online）
※詳細は飛天オンラインを参照。
略称は『軒轅II』、『飛天』。

### 軒轅剣網路版 天之痕
略称は『天之痕OL』。
※詳細は天之痕OLを参照。

### 軒轅剣外伝Online
※詳細は軒轅剣外伝Onlineを参照。

## テレビアニメ
中華圏にて放送・配信。テレビ東京と台湾企業の共同製作となる。
日本では『軒轅剣 蒼き曜』(あおきかがやき)のタイトルで、2018年9月より放送・配信。
第7作『軒轅劍外傳 蒼之濤』を原作としたオリジナルストーリー。